# Нікомед IV Філопатор
Нікомед IV Філопатор (дав.-гр. Νικομήδης, д/н — 74 до н. е.) — останній цар Віфінії у 94 до н. е.—74 до н. е. роках (з перервами).

## Життєпис
Старший син Нікомеда III, царя Віфінії, та Ніси (походження невідоме). Близько 107 року до н. е. після захоплення батьком західної Пафлагонії назвав Нікомеда Пілеменом й формально передав йому ці володіння. Проте за іншою версією Пілемен був зведеним братом Нікомеда, маючи синів Нікомеда Молодшого та Аттала.
Нікомед активної ролі в державі не відігравав. Близько 94 року до н. е. після смерті батька успадкував трон Понту й частину Пафлагонії. Втім Нікомед IV стикнувся з внутрішніми проблема та інтригами при своєму дворі, які сам спричинив. Невдовзі після сходження на трон одружився з сестрою Нисою. Але невдовзі за невідомих обставин сестра-дружина та мачуха царя Віфінії загинула.
Після цього одружився з Нисою, донькою Аріарата VI, царя Капподокії. В результаті цього брат Сократ вимушений був тікати до Понту, де знайшов підтримку. В свою чергу Мітрідат VI Понтійський підіслав Нікомеду IV вбивцю, проте невдало.
У 90 році до н. е. Нікомеда IV було повалено понтійським військом, яке посадило на трон Сократа. Лише у 89 році до н. е. за підтримки консуляра Манія Аквілія повернув собі трон. Втім під тиском останнього, якому заборгував значні кошти за своє повернення, Нікомед IV вимушений був почати війну проти Мітрадата VI, дійшовши до Амастріди. Водночас віфінський флот блокував Боспор Фракийський, в результаті чого торгівля Понтійського царства зазнала великих збитків.
Ці події призвели до початку Першої Мітрідатової війни. Нікомед IV на чолі війська у 50 тис. піхоти та 6 тис. кінноти рушив на підтримку Манія Аквілія та Луція Кассія. Проте у битві при річці Амній (в Понті) зазнав поразки від понтійців на чолі із Архелаєм. Нікомед IV з рештою війська відступив до Пафлагонії, а потім відійшов на з'єднання з Манієм Аквілієм, що стояв на кордоні з Віфінією. Тут його кіннота зазнала поразки в сутичці з передовим загоном савроматських вершників Мітрідата VI, і багато віфінців потрапило у полон. Потім віфінський цар з'єднався з Луцієм Кассієм, а Аквілія було розбито Неоптолемом і Німаном біля містечка Пахія в східній Віфінії.
Нікомед IV з римлянами відступив до Фригії, чим скористався понтійський цар, що захопив Віфінію. Згодом брав участь у війни з Понтом у римських військах. Під час цього царство було сплюндровано, зокрема зазнала значних збитків столиця Нікомедія. Лише після укладання Дарданського миру між Луцієм Корнелієм Суллою та Мітрідатом VI 84 року до н. е. за допомогою Гая Скрибонія Куріона Нікомед IV повернув собі трон Віфінії. Водночас отримав у володіння Пафлагонію.
Незважаючи на складну фінансову ситуацію (зниження ваги монети у 86 році до н. е., у 82—76 роках до н. е. призупинився випуск), Нікомед IV зберігав пишноту свою двору, що уславився розкошами. При цьому потурав римським лихварям та публіканам.
Нікомед IV не брав участь у Другій Мітрідатовій війні 83-81 років до н. е. У 81 році до н. е. він надав допомогу флотом Марку Мінуцію Терму, проконсулу Азії, для облоги Мітилени — останнього грецького міста, що зберегло вірність Мітрідату VI, здійснення цієї місії було доручено молодому Гаю Юлія Цезаря. Перебування останнього при дворі Нікомеда IV завдало удару репутації Цезаря.
Помер близько 74 року до н. е. За його заповітом Віфінію мав наслідувати римський нарід. Але з претензією на трон виступив нібито син царя Лікомед. Все це зрештою призвело до Третьої Мітрідатової війни.